# Son Ji-hyun
Son Ji-hyun (hangul: 남지현 nascida Nam Ji-hyun em 9 de janeiro de 1990), mais frequentemente creditada na carreira musical como Jihyun (hangul: 지현) é uma cantora e atriz sul-coreana. Ela estreou como membro do grupo feminino 4Minute em 2009, tendo deixado o mesmo em 2016 depois do encerramento de seu contrato com a gravadora Cube Entertainment, junto com as integrantes Jiyoon, Gayoon e Sohyun. Em dezembro de 2017, sua agência, Artist Company, anunciou a mudança de seu nome para Son Ji-hyun.

## Biografia
Jihyun nasceu em Daegu, Coreia do Sul. Ela realizou uma audição para a JYP Entertainment, mas foi eliminada. Ela então entrou para a Cube Entertainment.
Em 24 de fevereiro de 2015, formou-se na Sangmyung University e recebeu um diploma em dança e um prêmio de realização durante a cerimônia de graduação da universidade.

## Carreira

### 2009–2014: Debut e atividades solo
Jihyun foi escolhida como integrante do 4Minute em 2009. O grupo estreou oficialmente em 18 de junho de 2009, com o single Hot Issue no programa musical M! Countdown. Em 14 de outubro de 2010, Jihyun obteve um papel no drama Late Night FM, juntamente com outra membro do 4Minute, Hyuna. Ela também estrelou como personagem principal em Never Die como Seyeon (hangul: 세연). Em dezembro de 2010, Jihyun interpretou Shin Shunhae em Ok, Daddy's Girl. Ela apareceu no videoclipe para You Are the Best of My Life de Lee Hyun, em 14 de fevereiro.
Em julho de 2011, Jihyun foi lançada no drama da MBC, A Thousand Kisses, como Jang Sooah, a irmã mais nova de Jang Woojin (Ryu Jin). Ela foi lançada para um spin-off do programa de TV The Romantic em outubro de 2012.
Em 13 de fevereiro de 2013, Jihyun foi lançada na versão idol de Love and War 2. Ela interpretou o papel de Seo Young, a melhor amiga de Yoo Eun Chae. Em 21 de outubro de 2013, Jihyun e Sungyeol, membro do grupo masculino Infinite, foram lançados como personagens principais no drama Please Remember, Princess. Em 29 de abril de 2014, Jihyun foi lançada no drama High School como um dos personagens de apoio. High School é um drama adolescente de 16 episódios sobre amor e amizade. No entanto, ela abandonou devido a seus conflitos de horários no exterior. Em 17 de setembro de 2014, Jihyun foi lançada no drama da web Love Cells como um interesse amoroso de Seo Rin. Ela trabalhou ao lado de atores e atrizes notáveis como Kim Woobin, Oh Kwangrok, Kim Yoojung, Park Sunho e outros. O drama foi bem recebido e obteve cinco milhões de visualizações até o final da série, em 20 de novembro de 2014.
Em 2015, Ji-hyun estrelou no web drama de 5 episódios Never Die.

### 2016–presente: Disband do 4Minute, carreira na atuação
Em 15 de junho de 2016, a Cube Entertainment anunciou que a expiração dos contratos das integrantes Jihyun, Gayoon, Jiyoon e Sohyun, e decidiram não renovar. Depois do fim de 4Minute, Jihyun assinou contrato com a Artist Company para seguir sua carreira na atuação.
Ela foi confirmada para se juntar ao elenco de Strongman Deliveryman em 2017. Em dezembro de 2017, sua agência, Artist Company, anunciou a mudança de seu nome para Son Ji-hyun, para seus trabalhos como atriz.
Em 2018, Ji-hyun estrelou no drama histórico Grand Prince.

## Discografia

### Trilhas sonoras
| Ano  | Título                             | Canção     | Notas      |
| ---- | ---------------------------------- | ---------- | ---------- |
| 2013 | Love for Ten - Generation of Youth | "Only You" | com Jiyoon |

## Filmografia

### Filmes
| Ano  | Título          | Papel      | Notas                  |
| ---- | --------------- | ---------- | ---------------------- |
| 2010 | Midnight FM     | ela mesma  | participação especial  |
| 2014 | The Youth       | Seungah    | Segmento: "Wonderwall" |
| 2019 | Trade Your Love | Kim Sin-ah |                        |

### Dramas
| Ano  | Título                                            | Emissora  | Papel       | Notas                 |
| ---- | ------------------------------------------------- | --------- | ----------- | --------------------- |
| 2010 | It's Okay, Daddy's Girl                           | SBS       | Shin Sunha  | Papel de apoio        |
| 2011 | A Thousand Kisses                                 | MBC       | Jang Sooah  | Papel de apoio        |
| 2012 | The 3rd Hospital                                  | tvN       | ela mesma   | participação especial |
| 2012 | Ms Panda and Mr Hedgehog                          | Channel A | ela mesma   | participação especial |
| 2013 | Monstar                                           | Mnet      | Stella      | participação especial |
| 2013 | Love and War 2                                    | KBS       | Seo Young   | papel principal       |
| 2013 | Please Remember, Princess - Generation of Romance | Naver     | Yoon Minah  | papel principal       |
| 2014 | Yeonae Malgo Gyeolhon                             | tvN       | ela mesma   | participação especial |
| 2014 | Love Cells                                        | Naver     | Seorin      | papel principal       |
| 2015 | She Is 200 Years Old                              | Naver     | Seyeon      | papel principal       |
| 2016 | My Little Baby                                    | MBC       | Han Soyoon  | papel principal       |
| 2017 | Strongest Deliveryman                             | KBS       | Choi Yeonji | papel de apoio        |
| 2018 | Grand Prince                                      | TV Chosun | Ru Shi-gae  |                       |
| 2018 | Monkey and Dog Romance                            | Naver     | Yang Joo-mi | papel principal       |
| 2019 | When the Devil Calls Your Name                    | tvN       | Yu Dong-hui |                       |

### Show de variedades
| Ano  | Título              | Emissora | Papel          | Notas                |
| ---- | ------------------- | -------- | -------------- | -------------------- |
| 2012 | The Romantic & Idol |          | membro regular | com Hyungsik do ZE:A |
| 2012 | She and Her Car     | MBC      | Apresentadora  |                      |
| 2015 | Real Beauty         |          | MC             |                      |